# فرناندا يابورا
أنابيل ماريا فرناندا يابورا بلازا (من مواليد 6 مايو 1998) هي راكبة دراجات أرجنتينية على الطريق، والتي تركب حاليًا لفريق الهواة الفرنسي أوبرفيلييه 93 سان ميشيل. لقد تنافست منذ عام 2016، واحتلت المركز السادس في البطولة الوطنية الأرجنتينية لتجربة سباق الزمن فردي والسادس عشر في سباق الطريق.

## حياة مهنية
في عام 2015، حصلت يابورا على الميدالية البرونزية في تحدي ميرادور ديل سول كهاوية، بينما تنافست في العام التالي في سباق الجائزة الكبرى سان لويس فيمينينو، وهو حدث مصنف في تصنيف الاتحاد الدولي للدراجات (UCI) 1.2، لصالح مدرسة مؤسسة نوفا للدراجات، على الرغم من أنها لم تنهي السباق. في وقت لاحق من ذلك العام شاركت في جولة فيمينينو دي سان لويس، وهو حدث مصنف 2.1، حيث احتلت المركز 55 في التصنيف العام، ولكن المركز 11 في تصنيف الشباب. في أبريل 2016، شاركت في البطولة الوطنية الأرجنتينية لركوب الدراجات على الطرق، واحتلت المركز السادس في تجربة الوقت الفردي والسادس عشر في سباق الطريق. انضمت إلى فريق قوة ويبر شيمانو للسيدات لعام 2017، حيث تسابقت كجزء من فريقهم في كل من سويس إيفر جي بي شام، هاجيندورن، حيث احتلت المركز 41، وذهبت إلى كولومبيا لتشارك ببطولة الذهب والسلام للسيدات، وهو حدث مصنف في الاتحاد الدولي للدراجات (UCI) 2.2، حيث احتلت المركز 13 في تصنيف الجبال.